# Schokoladenerzeugnis
Als Schokoladenerzeugnis oder Schokoladenprodukt (englisch chocolate product, französisch produit de chocolat) bezeichnet man Schokoladensorten und Erzeugnisse daraus. Teilweise wird der Begriff synonym für Kakaoerzeugnisse verwendet. Ausgangsrohstoff sind die Kakaobohnen aus den Früchten des Kakaobaums.

## Rechtliche Regelungen
Die Richtlinie 2000/36/EG des Europäischen Parlaments und des Rates vom 23. Juni 2000 über Kakao- und Schokoladeerzeugnisse für die menschliche Ernährung für die Mitgliedstaaten der Europäischen Union regelt die Zutaten und Kennzeichnung von Kakao- und Schokoladenerzeugnissen.

### Deutschland
Die Kakaoverordnung regelt Zutaten und Kennzeichnung von Kakao- und Schokoladenerzeugnisse, die als Lebensmittel gewerblich in den Verkehr gebracht werden.

#### Einteilung
- Halbfabrikate aus Kakaobohnen, sowie Kakaobutter[3]
- Schokoladensorten[4]
  - Schokoladenpulver, Trinkschokoladenpulver
  - Schokolade, Milchschokolade, Haushaltsmilchschokolade, Weiße Schokolade, Gefüllte Schokolade
  - Chocolate a la taza, Chocolate familiar a la taza
  - Praline

Ebenso werden dazu gezählt:
- Massive Kakaoerzeugnisse, Schokoladenhohlkörper
- Schokoladenstreussel, Schokoladenflocken, Schokoladenkuvertüre (auch von Milchschokolade)
- Gianduja-Haselnuss-Schokolade
- Sahnemilchschokolade, Magermilchschokolade

- Edelschokolade, Bitterschokolade[5]

### Österreich
Die Schokoladenverordnung regelt es entsprechend für Österreich. Schokoladenbonbons werden dort Pralinen gleichgestellt.